# Medidor Papenberg

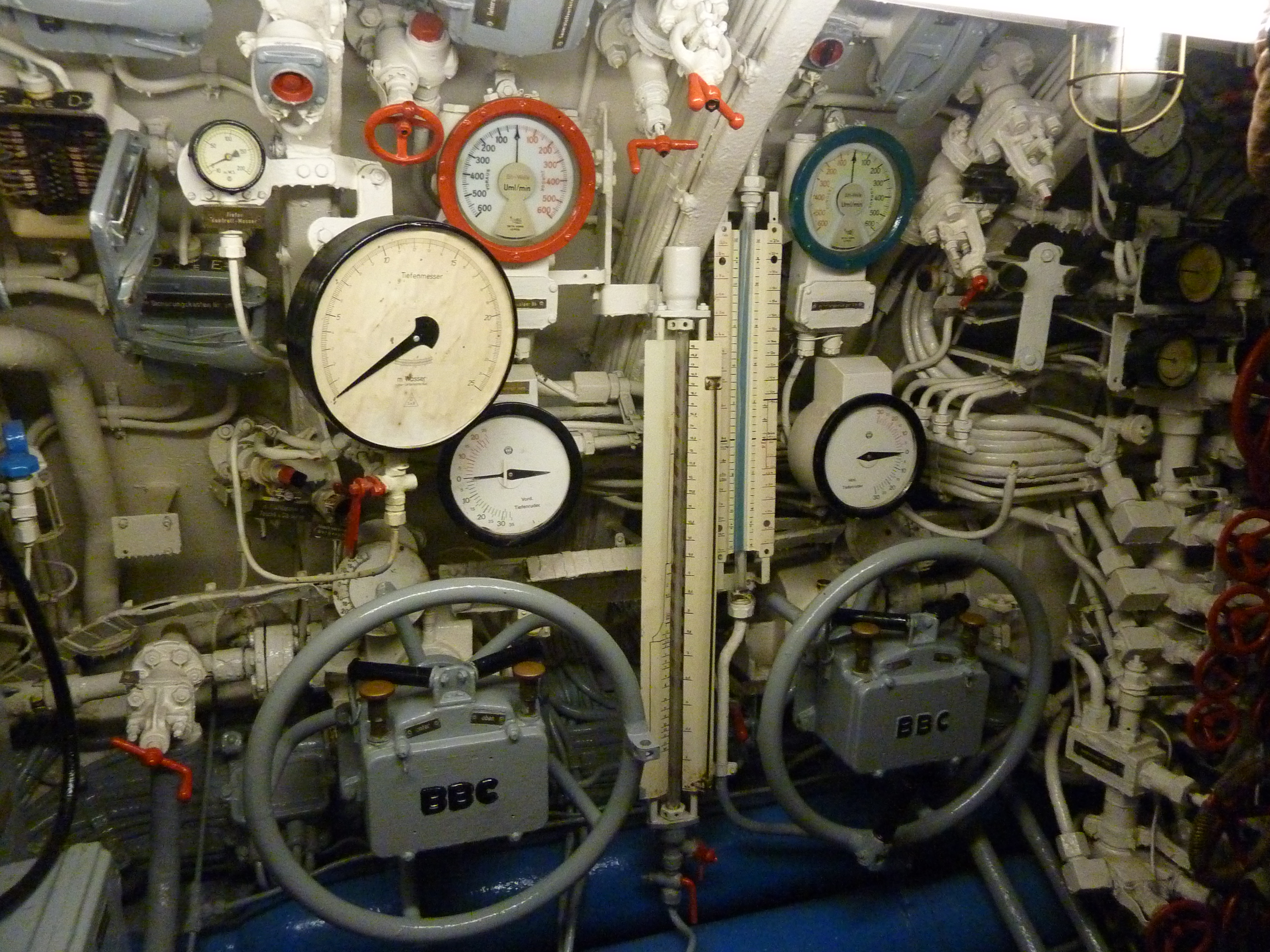
En el medio de los timones, el medidor Papenberg. Obsérvese como se encuentra dibujada la torre del submarino con el periscopio extendido para un mejor control de la posición.

El Medidor Papenberg es un dispositivo de medición inventado entre 1935 y 1941, que se usó en submarinos y todavía se usa en la clase submarina 206. Se utiliza para equilibrar y mantener el submarino con la mayor precisión posible a la misma profundidad para el uso del periscopio o snorkel, sin que la torreta, el periscopio o el snorkel rompa la superficie del agua.
Un tubo vertical con una columna de agua graduada indica la posición de la embarcación con respecto a la superficie del agua. Para una mejor orientación, la columna de agua indica cambios instantáneos de la profundidad en el tiempo, más precisos que el Sonda náutica y el timonel puede detectar antes y corregir cualquier cambio con el timón de profundidad.La pantalla se basa en la compresión o la expansión de una columna de aire en un tubo vertical de vidrio por un aumento o disminución del nivel del agua . El nivel se consigue mediante la curvatura del menisco de la columna de agua y permite medir pequeñas tendencias de cambio de profundidad. En una escala asociada se encuentra dibujada la silueta de la torreta del submarino con el periscopio o el snorkel extendido. La profundidad se mide con marcas de lectura, por ejemplo, marcada en incrementos de 0,5 m. Justo al lado hay segundo tubo de vidrio para el indicador de ángulo. Dicho ángulo horizontal se mide en incrementos de 0,5 grados.
El dispositivo se suele situar entre los dos timones de un submarino.
El instrumento Papenberg fue denominado así en honor a su inventor, el ingeniero naval alemán Heinrich Papenberg. Papenberg participó como ingeniero jefe en desarrollos de submarinos en Turquía, España y Finlandia, así como en la construcción de los nuevos submarinos del Kriegsmarine a partir de 1935.